# باندلا

باندلا شهری در شهرستان ایپلسه در استان بازگا در بورکینافاسوی مرکزی است و جمعیت آن ۵۸۶ نفر است.